# Iteravis huchzermeyeri
Iteravis huchzermeyeri — викопний вид птахів, що існував у ранній крейді (128 млн років тому). Базальний у групі Ornithothoraces. Описаний у 2014 році по майже повному скелету з відбитками пір'я. Скам'янілі рештки виду знайдено у відкладеннях формації Цзісянь у провінції Ляонін у Китаї.

## Назва
Родова назва Iteravis складається з поєднання двох латинських слів: iter (шлях) та avis (птах). Вид I. huchzermeyeri названо на честь палеонтолога Фріца Гачцермеєра. За словами авторів назви «біноміальна назва є посилання на нескінченний пошук знань Фріца Гачцермеєра»